# Julie Hart Beers

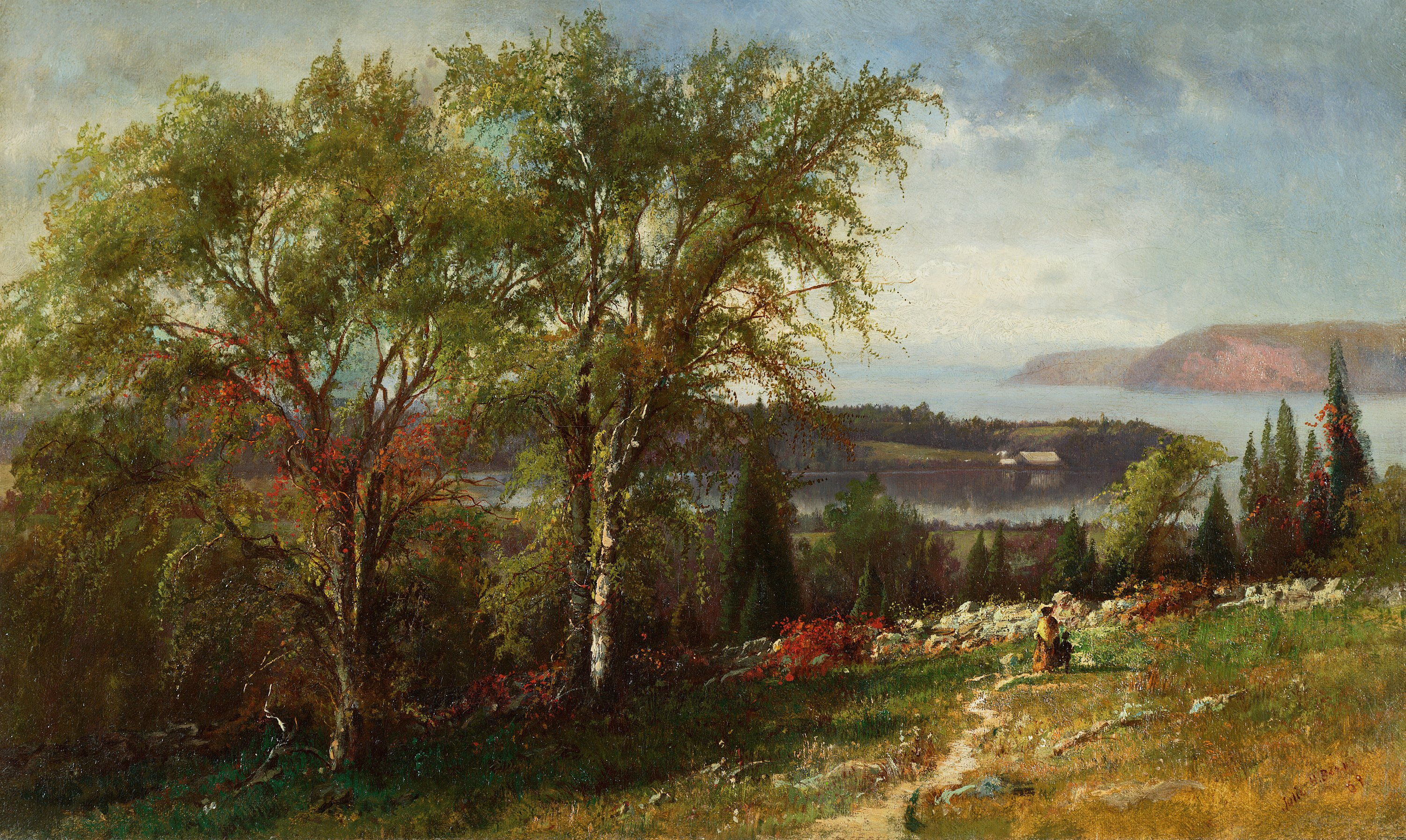
Julie Hart Beers: Hudson River at Croton Point, 1869, Öl auf Leinwand, 31,1×51,4 Zentimeter

Julie Hart Beers Kempson (* 28. Dezember 1834 in Pittsfield, Massachusetts, als Julie Hart; † 15. August 1913 in Trenton, New Jersey), meist nur Julie (Hart) Beers, auch Julia, war eine US-amerikanische Landschaftsmalerin der Hudson River School.

## Leben
Julie Hart wurde 1834 in Pittsfield im Westen von Massachusetts geboren. Ihre Eltern Marion Robertson und James Hart hatten neun weitere Kinder, darunter die Maler James Hart (1828–1901) und William Hart (1823–1894). Mit achtzehn Jahren heiratete Julie 1853 George Washington Beers und bekam mit ihm in den nächsten Jahren zwei Töchter. Als ihr Ehemann vier Jahre nach der Hochzeit verstarb, zog Julie mit ihren Töchtern zu ihrem Bruder William in Brooklyn, der sich zunächst um seine Schwester und seine Nichten kümmerte. Um selbst ihren eigenen Lebensunterhalt verdienen zu können, ließ sich Julie Beers anschließend von William und James in der Malerei ausbilden. Bald gründete sie ein eigenes Studio in New York City, wo sie ihre beiden Töchter großzog. Neben der Malerei organisierte sie auch Gruppenreisen für künstlerisch interessierte junge Frauen aus reichen Familien in die Adirondack Mountains und nach Vermont, um dort in der Natur Skizzen anzufertigen.
In den späten 1860er Jahren stellte Beers ihre Gemälde an der National Academy of Design, dem Boston Athenæum, der Pennsylvania Academy of the Fine Arts und der Brooklyn Arts Association aus. Laut dem Eintrag zu Beers im Thieme-Becker von Edmund von Mach setzte Beers ihre Schauen in der National Academy auch später fort. Zu diesem Zeitpunkt war sie eine von wenigen US-amerikanischen Landschaftsmalerinnen, die sich mit der Malerei ihren Lebensunterhalt verdienen konnten. Viele ihrer Gemälde zeigen ein großes Talent für Fragen der Bildkomposition, wenngleich Beers dennoch auf präraffaelitische Weise diverse Details aus der Natur in ihre Szenerien einarbeitete. Üblicherweise wird sie der Hudson River School zugerechnet. 1877 heiratete sie in zweiter Ehe Peter Kempson, mit dem sie 1882 nach Metuchen, einer Kleinstadt in New Jersey in der Nähe von New York zog. Dort arbeitete sie als Mallehrerin, setzte aber ihre eigene künstlerische Tätigkeit fort. Wenngleich sie offiziell nun Julie Kempson hieß, signierte sie ihre Gemälde weiterhin mit „Beers“. Julie Hart Beers Kempson starb 1913 in Trenton (New Jersey). Zeugnisse ihres Œuvres sind heute unter anderem im Metropolitan Museum of Art und im Art Institute of Chicago zu finden. Eine Retrospektive zu Beers und ihrem Bruder William Hart fand 2023 im Albany Institute of History & Art statt.